# メディア・ヴァーグ
株式会社メディア・ヴァーグ（英文社名：Mediavague Co.,Ltd. ）は、「乗りものニュース」「くるまのニュース」など複数のインターネットメディアを展開する企業。本社は東京都世田谷区三軒茶屋に所在する。

## 概要
ネコ・パブリッシング（現：カルチュア・エンタテインメント）や小学館クリエイティブで営業や企画・マーケティングを担当し、後に事業家として独立した浦山利史（1975年 - ）が2011年4月18日に設立。浦山自身が乗り物を趣味としていたことを活かし、「くるまのニュース」「乗りものニュース」「Merkmal」など乗り物や交通に特化した分野のコンテンツを多く手がける。
2017年7月11日、本社を東京都世田谷区太子堂1丁目12番39号から、世田谷区三軒茶屋2丁目11番22号（現在地）へ移転した。
企業理念は、その商号のとおり「メディア運営に新しい波を作り出し、新たなメディアのあり方を創造する」。「コンテンツの質とユーザーへのリーチ力」を重視しており、記事は独自取材を基本としつつ、外部ライターによる記事を交えた構成としている。一方で、ページビュー数を大変重視しており、各サイトのページビュー数の記録更新ごとにニュースリリースを発表している。
ウェブメディアの運営以外には、ウェブメディアのコンサルティングなども業務として手がけている。

## 主な自社コンテンツ
各コンテンツの詳細は「外部リンク」節を参照。
- 乗りものニュース - 鉄道・バス、自動車、航空機など、乗り物と公共交通の総合ニュースサイト[6]。
- くるまのニュース - 自動車に特化したニュースサイト[7]。
- バイクのニュース - オートバイに特化したニュースサイト[8]。
- Merkmal（メルクマール）- 交通・運輸・モビリティ産業のビジネスニュースサイト[9]。
- ゴルフのニュース - ゴルフに特化したスポーツニュースサイト[10]。
- オトナンサー - 大人のエンタメバラエティサイト[11]。
- VAGUE - 男性向け情報サイト[12]。
- LASISA（らしさ）- 女性向け情報サイト[13]。
- マグミクス - 漫画・アニメ・ゲーム情報サイト。サイト名は「Manga Anime Game MIX」に由来する[14]。

## 批判
- ライターの岸田法眼は、2024年2月4日付の自らのnoteにおいて、2022年3月から12月にかけて、メディア・ヴァーグが運営するウェブサイト『Merkmal』に寄稿した際、編集サイドで岸田の原稿の表現を岸田の意図に反して改竄した上、その内容チェックを岸田に求めることをせず掲載した記事が複数あるとし、編集体制についてメディア・ヴァーグに申し入れを行ったにもかかわらず、同社の代表取締役CEOである浦山利史からの謝罪・釈明・説明といった連絡がないことを明らかにしている[15]。